# Kızılkaya, Toroslar
Kızılkaya là một xã thuộc huyện Toroslar, tỉnh Mersin, Thổ Nhĩ Kỳ. Dân số thời điểm năm 2011 là 34 người.